# Exile on Main St.
Exile on Main St. (utläses Exile on Main Street) är ett dubbelalbum av The Rolling Stones, utgivet 12 maj 1972 på Rolling Stones Records. Albumet fick ett blandat mottagande då det släpptes, men brukar räknas till bandets bästa album, som rymmer soul, blues, country och rockmusik. Flera av albumets låtar spelades in i den av Keith Richards hyrda villan Nellcôte i närheten av Villefranche-sur-Mer i södra Frankrike. Gruppen hade gått i exil för att undvika det höga skattetrycket i Storbritannien. Med albumsläppet gjorde också Stones en turné för första gången på tre år. 
LP-versionen är indelad i fyra lösa teman - ett för varje skivsida. Skivsida ett ägnades åt rak rock'n'roll som den inledande "Rocks Off" och efterföljande "Rip This Joint", som går i rockabilly-stil. Här återfinns även "Tumbling Dice" som var albumets hitlåt. Skivsida två innehåller countryrock ("Sweet Virginia" och "Torn and Frayed") och folkrock. Rolling Stones har spelat in få låtar med politiskt budskap, men här finns en, "Sweet Black Angel", i vilken Jagger tar ställning för den då kontroversiella människorättsaktivisten Angela Davis. Den tredje skivsidan innehåller blueslåtar som "Ventilator Blues" och gospelmusik exempelvis "I Just Want to See His Face" och "Let It Loose". "Ventilator Blues" & "I Just Want To See His Face" är de enda låtarna som Mick Taylor står med som upphovsman för under sin tid med gruppen. Skivsida fyra avslutar albumet med mer soulinfluerade låtar, som balladen "Shine a Light".
Skivomslaget bestod av foton från den schweiziska fotografen Robert Franks bildserie The Americans. Det var också han som tog bilderna på bandmedlemmarna som användes till albumet. Albumfodralet var speciellt utformat. Den vanligaste formen av LP-fodral är de där man drar ut innerfodralet från sidan av fodralet och på det sättet får tillgång till skivan. Här öppnar man istället omslaget som en bok och får ut skivorna genom en flik inne i pärmen, som när man öppnar ett kuvert.
Magasinet Rolling Stone rankade Exile on Main St. som nummer 7 i listan The 500 Greatest Albums of All Time. År 2010 utgavs skivan ut i en "deluxe edition" som innehöll ett flertal tidigare okända låtar som kom till under inspelningarna av albumet, bland annat "Plunderad My Soul" som släpptes som singel. Den släpptes då även i en ny-remastrad vinyl. Utgåvan nådde topp 10-placering på flera länders albumtopplistor.

## Låtlista

### Sida 1
1. "Rocks Off" (Mick Jagger/Keith Richards) - 4:33
2. "Rip This Joint" (Jagger/Richards) - 2:22
3. "Shake Your Hips" (James Moore, aka Slim Harpo) - 2:59
4. "Casino Boogie" (Jagger/Richards) - 3:34
5. "Tumbling Dice" (Jagger/Richards) - 3:47

### Sida 2
1. "Sweet Virginia" (Jagger/Richards) - 4:26
2. "Torn and Frayed" (Jagger/Richards) - 4:18
3. "Sweet Black Angel" (Jagger/Richards) - 2:58
4. "Loving Cup" (Jagger/Richards) - 4:25

### Sida 3
1. "Happy" (Jagger/Richards) - 3:05
2. "Turd on the Run" (Jagger/Richards) - 2:38
3. "Ventilator Blues" (Jagger/Richards/Mick Taylor) - 3:24
4. "I Just Want to See His Face" (Jagger/Richards/Taylor) - 2:53
5. "Let It Loose" (Jagger/Richards) - 5:18

### Sida 4
1. "All Down the Line" (Jagger/Richards) - 3:50
2. "Stop Breaking Down" (Robert Johnson) - 4:34
3. "Shine a Light" (Jagger/Richards) - 4:17
4. "Soul Survivor" (Jagger/Richards) - 3:49

## Listplaceringar
| Lista (1972)   | Position            |
| -------------- | ------------------- |
| Australien     | 1 (Go Set)          |
| Finland        | 7                   |
| Japan          | 7 (Oricon)          |
| Kanada         | 1 (RPM)             |
| Nederländerna  | 1                   |
| Norge          | 1 (VG-lista)        |
| Storbritannien | 1 (UK Albums Chart) |
| Sverige        | 3 (Kvällstoppen)    |
| USA            | 1 (Billboard 200)   |
| Västtyskland   | 2                   |